# Celleporaria carvalhoi
Celleporaria carvalhoi är en mossdjursart som beskrevs av Ernst Marcus 1939. Celleporaria carvalhoi ingår i släktet Celleporaria och familjen Lepraliellidae. Inga underarter finns listade i Catalogue of Life.